# Богданов, Павел Михайлович (генерал)
Павел Михайлович Богданов (1901, Ораниенбаум, Санкт-Петербургская губерния — март 1973, Москва) — генерал-лейтенант МВД СССР, начальник Главного управления пожарной охраны НКВД СССР (1941—1953), председатель Всесоюзного добровольного пожарного общества.

## Биография
Павел Михайлович Богданов родился в 1901 году в Ораниенбауме (ныне — город Ломоносов в черте Петродворцового района Санкт-Петербурга).
Образование
приходская школа, Ораниенбаум 1912; высш. начальное училище, Ораниенбаум 1917; командный ф-т Воен. акад. механизации и моторизации РККА, Москва (11.1934-05.1939).
До службы в армии
Ученик телеграфиста Гл. телеграфа, Петроград (09.1917-06.1919).
В РККА
- красноармеец отряда всевобуча Центр, р-на, Петрогр. фронт, 1 полк Профсоюзов (06—11.1919);
- на 7 пех. курсах, Петроград (11.1919-09.1920);
- ком. взвода 22, 23 запасн. стр. полков 10 авиадивизии, 2 Особая армия (09.1920-01.1921);
- ком. отдельн. маршевой роты, нач. отдельн. отряда, Харьк. ВО (01-04.1921);
- ком. взвода учебно-кадрового полка 10 стр. див., Орлов. ВО (04-12.1921);
- ком. взвода 49 стр. полка 6 стр. див., Орлов. ВО (12.1921-07.1922);
- ком. взвода 17 стр. полка 6 стр. див., МВО (07-11.1922);
- в Воен. школе физического образования, Москва (11.1922-06.1923).

В войсках и органах ОГПУ-НКВД-МВД
- ком. взвода, пом. и ком. 81 отдельн. дивизиона войск ГПУ, 10 отдельн. полка войск ВЧК, отдельн. Ташк. дивизиона ОГПУ, Среднеазиат. ВО (06.1923-09.1925);
- в Высш. пограншколе ОГПУ, Москва (09.1925-01.1927);
- ком. взвода, ком. роты пограншколы ОГПУ, Ташкент (01-11.1927);
- пом. коменданта участка 47, 48 погранотрядов, Среднеазиат, ВО (11.1927-03.1931);
- инспектор упр. погранохраны ПП ОГПУ Средней Азии, Ташкент (03.1931-11.1934);
- зам. нач. ВШ войск НКВД СССР (11.05.1939-02.1940);
- нач. штаба отряда ОСНАЗ НКВД, Сев.-Зап. фронт (13.02.1940-04.1940);
- зам. нач. ВШ войск НКВД (04.1940-11.1940);
- нач. отд. ГУМПВО НКВД СССР (11.1940-31.07.1941);
- нач. Гл. упр. пожарной охраны НКВД-МВД СССР (31.07.1941-12.03.1953);
- зам. нач. штаба Гл. упр. внутр. охраны МВД СССР (02.04.1953-12.03.1954);
- зам. нач. штаба Гл. упр. внутр. и конвойной охраны МВД СССР (12.03.1954-14.02.1956);
- нач. штаба и зам. нач. Гл. упр. внутр. и конвойной охраны МВД СССР (14.02-09.06.1956);
- зам. нач. 2 упр. штаба ГУПВВ МВД СССР (12.06.1956-01.04.1957);
- нач. штаба и зам. нач. ГУВКВ МВД СССР (01.04.1957-14.04.1959);
- уволен 29.05.1959 г. по возрасту.

В 1959 году занял пост председателя Всесоюзного добровольного пожарного общества. Скончался в марте 1973 года, похоронен на Введенском кладбище (29 уч.).

## Воинские звания
- майор
- комбриг (11.05.1939, минуя звание полковника)[2]
- генерал-майор (03.05.1942)[4]
- генерал-лейтенант (18.02.1958)[4].

## Награды[2]
- орден Ленина (21.02.1945)
- четыре ордена Красного Знамени (15.06.1943, 03.11.1944, 30.01.1951, 28.10.1967)
- орден Отечественной войны 1-й степени (02.11.1944)
- орден Красной Звезды (25.04.1942)
- медали СССР
- знак «Заслуженный работник НКВД» (15.04.1943).